# Lista de episódios de The Amanda Show
A seguir está uma lista de episódios da série de comédia da Nickelodeon, The Amanda Show. A série estreou em 6 de novembro de 1999 e terminou em 21 de setembro de 2002, totalizando 40 episódios. 

## Resumo
| Temporada | Episódios | Exibição original     | Exibição original       |
| Temporada | Episódios | Início da temporada   | Final da temporada      |
| --------- | --------- | --------------------- | ----------------------- |
| 1         | 13        | 6 de Novembro de 1999 | 19 de Fevereiro de 2000 |
| 2         | 17        | 15 de Julho de 2000   | 7 de Abril de 2001      |
| 3         | 10        | 19 de Janeiro de 2002 | 21 de Setembro de 2002  |

## 1.ª temporada: 1999–2000
A primeira temporada foi ao ar de 6 de novembro de 1999 a 19 de fevereiro de 2000. O elenco principal conta com Amanda Bynes, Drake Bell, Nancy Sullivan, Raquel Lee e Johnny Kassir. O elenco recorrente inclui Andrew Hill Newman e EE Bell como Barney, o guarda de segurança. Foi a única temporada a apresentar Raquel Lee e Johnny Kassir como membros do elenco regular.
| # | #  | Título        | Diretor                                                                     | Estréia                 | Exibição no Brasil   |
| --- | -- | ------------- | --------------------------------------------------------------------------- | ----------------------- | -------------------- |
| 1 | 1  | "Piloto"      | Tim O'Donnell & Ken Whittingham                                             | 6 de novembro de 1999   | 20 de maio de 2005   |
| O episódio começa com uma multidão de fãs tentando entrar em The Amanda Show, e Penelope Taynt, que é uma menina de 12 anos fanática por Amanda, coloca a palavra "por favor" no final de quase todas as frases, faria qualquer coisa para atender Amanda. Enquanto isso, Amanda faz sua entrada por um helicóptero. Mas quando o piloto cai no sono, Amanda tem que saltar para fora do avião e cai no set. Kenan Thompson e Josh Server (que trabalharam com Amanda de All That), entregam uma pizza e desejam-lhe sorte em seu novo show. Então, The Amanda Show inicia a sua primeiro esboço com Juiz Trudy, que favorece os filhos e dá sentenças ridículas aos adultos. Então nos encontramos uma família cujos membros sempre quebram as coisas e dizem "Não é um problema". |    |               |                                                                             |                         |                      |
| 2 | 2  | "Episódio 2"  | Ken Whittingham & Tim O'Donnell                                             | 20 de novembro de 1999  | 27 de maio de 2005   |
| 3 | 3  | "Episódio 3"  | Virgil L. Fabian, Ken Whittingham & Rich Correll                            | 27 de novembro de 1999  | 3 de junho de 2005   |
| 4 | 4  | "Episódio 4"  | Ken Whittingham & Rich Correll                                              | 4 de dezembro de 1999   |                      |
| 5 | 5  | "Episódio 5"  | Rich Correll, Ken Whittingham & Virgil L. Fabian                            | 11 de dezembro de 1999  | 10 de junho de 2005  |
| 6 | 6  | "Episódio 6"  | Virgil L. Fabian & Rich Correll                                             | 18 de dezembro de 1999  | TAS106               |
| 17 de junho de 2005 |    |               |                                                                             |                         |                      |
| 7 | 7  | "Episódio 7"  | Virgil L. Fabian, Rich Correll, Bruce Gowers & Tim O'Donnell                | 8 de janeiro de 2000    | 1 de julho de 2005   |
| 8 | 8  | "Episódio 8"  | Bruce Gowers, Virgil L. Fabian, Rich Correll & Tim O'Donnell                | 15 de janeiro de 2000   | 8 de julho de 2005   |
| 9 | 9  | "Episódio 9"  | Virgil L. Fabian, Rich Correll & Bruce Gowers                               | 22 de janeiro de 2000   | 15 de julho de 2005  |
| 10 | 10 | "Episódio 10" | Virgil L. Fabian, Bruce Gowers, Rich Correll & Mary Schmid                  | 29 de janeiro de 2000   | 22 de julho de 2005  |
| 11 | 11 | "Episódio 11" | Virgil L. Fabian, Rich Correll & Mary Schmid                                | 5 de fevereiro de 2000  | 29 de julho de 2005  |
| 12 | 12 | "Episódio 12" | Bruce Gowers, Rich Correll, Virgil L. Fabian, Mary Schmid & Ken Whittingham | 12 de fevereiro de 2000 | 5 de agosto de 2005  |
| 13 | 13 | "Episódio 13" | Virgil L. Fabian, Rich Correll & Mary Schmid                                | 19 de fevereiro de 2000 | 12 de agosto de 2005 |

## 2.ª temporada: 2000-2001
A segunda temporada foi ao ar de 15 de julho de 2000 a 7 de abril de 2001. O elenco principal conta com Amanda Bynes, Drake Bell, Nancy Sullivan e o estreante Josh Peck. O elenco recorrente inclui Andrew Hill Newman, EE Bell e Radley Watkins, Molly Orr e Taran Killam.
- Amanda Bynes e Drake Bell estavam presentes em todos os episódios;
- Josh Peck estava ausente 3 episódios;
- Nancy Sullivan estava ausente em dois episódios;

| #                       | #  | Título        | Diretor                                                                        | Estréia                 | Códico de Produção |
| ----------------------- | -- | ------------- | ------------------------------------------------------------------------------ | ----------------------- | ------------------ |
| 14                      | 1  | "Episódio 14" | Rich Correll, Virgil L. Fabian & Ken Whittingham                               | 15 de julho de 2000     | TAS201             |
| 15                      | 2  | "Episódio 15" | Rich Correll, Virgil L. Fabian, Tim O'Donnell & Ken Whittingham                | 29 de julho de 2000     | TAS202             |
| 16                      | 3  | "Episódio 16" | Virgil L. Fabian & Ken Whittingham                                             | 12 de agosto de 2000    | TAS203             |
| 17                      | 4  | "Episódio 17" | Virgil L. Fabian & Ken Whittingham                                             | 26 de agosto de 2000    | TAS204             |
| Ausente: Josh Peck      |    |               |                                                                                |                         |                    |
| 18                      | 5  | "Episódio 18" | Tim O'Donnell, Rich Correll & Virgil L. Fabian                                 | 9 de setembro de 2000   | TAS205             |
| Ausente: Josh Peck      |    |               |                                                                                |                         |                    |
| 19                      | 6  | "Episódio 19" | Rich Correll & Virgil L. Fabian                                                | 23 de setembro de 2000  | TAS206             |
| 20                      | 7  | "Episódio 20" | Rich Correll, Virgil L. Fabian & Ken Whittingham                               | 7 de outubro de 2000    | TAS207             |
| 21                      | 8  | "Episódio 21" | Rich Correll, Virgil L. Fabian & Ken Whittingham                               | 21 de outubro de 2000   | TAS208             |
| 22                      | 9  | "Episódio 22" | Rich Correll, Virgil L. Fabian & Ken Whittingham                               | 28 de outubro de 2000   | TAS209             |
| 23                      | 10 | "Episódio 23" | Rich Correll, Virgil L. Fabian & Ken Whittingham                               | 18 de novembro de 2000  | TAS210             |
| 24                      | 11 | "Episódio 24" | Rich Correll, Virgil L. Fabian & Tim O'Donnell                                 | 9 de dezembro de 2000   | TAS211             |
| Ausente: Nancy Sullivan |    |               |                                                                                |                         |                    |
| 25                      | 12 | "Episódio 25" | Rich Correll & Virgil L. Fabian                                                | 23 de dezembro de 2000  | TAS212             |
| 26                      | 13 | "Episódio 26" | Virgil L. Fabian & Ken Whittingham                                             | 27 de janeiro de 2001   | TAS213             |
| Ausente: Josh Peck      |    |               |                                                                                |                         |                    |
| 27                      | 14 | "Episódio 27" | Rich Correll & Virgil L. Fabian                                                | 17 de fevereiro de 2001 | TAS214             |
| 28                      | 15 | "Episódio 28" | Virgil L. Fabian & Dan Schneider                                               | 3 de março de 2001      | TAS215             |
| 29                      | 16 | "Episódio 29" | Virgil L. Fabian & Dan Schneider                                               | 17 de março de 2001     | TAS216             |
| 30                      | 17 | "Episode 30"  | Rich Correll, Bobby Costanzo, Virgil L. Fabian, Steve Hoefer & Ken Whittingham | 7 de abril de 2001      | TAS217             |

## 3.ª temporada: 2002
A terceira temporada foi ao ar a partir de 19 de janeiro de 2002 a 21 de setembro de 2002. O elenco permanece o mesmo da temporada anterior.
- Amanda Bynes e Drake Bell estavam em todos os episódios
- Josh Peck e Nancy Sullivan faltam um episódio;

| #                       | #  | Título        | Diretor                                                                         | Estréia                | Códico de Produção |
| ----------------------- | -- | ------------- | ------------------------------------------------------------------------------- | ---------------------- | ------------------ |
| 31                      | 1  | "Episódio 31" | Rich Correll, Virgil L. Fabian, Steve Hoefer & Ken Whittingham                  | 19 de janeiro de 2002  | TAS301             |
| 32                      | 2  | "Episódio 32" | Rich Correll, Virgil L. Fabian & Dan Schneider                                  | 2 de fevereiro de 2002 | TAS302             |
| 33                      | 3  | "Episódio 33" | Rich Correll, Virgil L. Fabian, Dan Schneider & Ken Whittingham                 | 9 de fevereiro de 2002 | TAS303             |
| 34                      | 4  | "Episode 34"  | Rich Correll, Virgil L. Fabian, Dan Schneider & Ken Whittingham                 | 23 de março de 2002    | TAS304             |
| 35                      | 5  | "Episódio 35" | Rich Correll, Virgil L. Fabian, Dan Schneider & Ken Whittingham                 | 20 de abril de 2002    | TAS305             |
| 36                      | 6  | "Episódio 36" | Virgil L. Fabian, Steve Hoefer & Dan Schneider                                  | 25 de maio de 2002     | TAS306             |
| Ausente: Nancy Sullivan |    |               |                                                                                 |                        |                    |
| 37                      | 7  | "Episódio 37" | Virgil L. Fabian, Bobby Costanzo & Ken Whittingham                              | 13 de julho de 2002    | TAS307             |
| 38                      | 8  | "Episódio 38" | Virgil L. Fabian, Dan Schneider, Steve Hoefer, Bobby Costanzo & Ken Whittingham | 17 de agosto de 2002   | TAS308             |
| 39                      | 9  | "Episódio 39" | Virgil L. Fabian, Dan Schneider, Ken Whittingham & Bobby Costanzo               | 14 de setembro de 2002 | TAS309             |
| 40                      | 10 | "Episódio 40" | Virgil L. Fabian & Ken Whittingham                                              | 21 de setembro de 2002 | TAS310             |
| Ausente: Josh Peck      |    |               |                                                                                 |                        |                    |